# 蒙大拿州第二國會選區
蒙大拿州第二國會選區（英語：Montana's 2nd congressional district）是美国蒙大拿州的兩個國會選區之一。

## 沿革
1913年到1919年間蒙大拿州設有兩個聯邦眾議員選區，這些議席都是以普通票的形式在全州範圍內選出。但是，在1919年之後，該州被劃分為地理區域，第二區覆蓋該州的东部，包括比林斯、格伦代夫、迈尔斯城等城镇。
1993年以後，蒙大拿州原本兩席次縮減為一席次，成立蒙大拿州單一國會選區。
在發布2020年美國人口普查結果後，蒙大拿州計劃恢復其兩個國會選區，第二區於2023年再次獲得代表。選區範圍比1993年前多了州首府海倫娜。